# 北京二环路
北京二环路为中国北京市由沿着原北京城墙附近26条道路组成的环城快速道路的统称。全线为全立交、全隔离的城市快速道路，总长32.7公里，设有29座立交桥。

## 构成
与三环路、四环路、五环路和六环路不同的是，“二环路”并不是任何一条道路的正式名称，它自西直门桥起，按顺时针方向依次为：西直门北大街的西直门桥~西直门北桥段、德胜门西大街、德胜门东大街、安定门西大街、安定门东大街、东直门北大街、东直门南大街、朝阳门北大街、朝阳门南大街、建国门北大街、建国门南大街、广渠门北滨河路、广渠门南滨河路、左安门西滨河路、永定门东滨河路、永定门西滨河路、右安门东滨河路、右安门西滨河路、广安门南滨河路、广安门北滨河路的天宁寺桥以南路段、宣武门西大街的天宁寺桥~西便门桥段、复兴门南大街、复兴门北大街、阜成门南大街、阜成门北大街和西直门南大街。
二环路习惯上可划分为：
- 北二环（德胜门西大街、德胜门东大街、安定门西大街、安定门东大街）
- 东二环（东直门北大街、东直门南大街、朝阳门北大街、朝阳门南大街、建国门北大街、建国门南大街、广渠门北滨河路、广渠门南滨河路）
- 南二环（左安门西滨河路、永定门东滨河路、永定门西滨河路、右安门东滨河路、右安门西滨河路、广安门南滨河路、广安门北滨河路）
- 西二环（广安门南滨河路、广安门北滨河路的天宁寺桥以南段、宣武门西大街的天宁寺桥~西便门桥段、复兴门南大街、复兴门北大街、阜成门南大街、阜成门北大街、西直门南大街、西直门北大街的西直门桥~西直门北桥段）

其中北二环、西二环的西便门桥以北段以及东二环的东便门桥以北段均建于原城墙拆除后形成的空地上，南二环、东二环的东便门桥以南段与西二环的天宁寺桥以南段则建于护城河之外，而西二环的天宁寺桥至西便门桥段则距离其对应的原城墙位置较远（现在的广安门北滨河路天宁寺桥~西便门路口段与西便门东街一线）。
由于二环路非常靠近市中心，因此它是北京现有环状道路中拥有行驶限制最多的一条（如外地车牌不能驶入二环主路），也是唯一一条没有直接与高速公路连接的环路。如今机场高速路的延长线起点设在东二环的东直门北桥（机场高速实际起点已改为三元桥），京开高速（G45 大广高速）和G6（京藏高速）的延长线也分别与南二环和北二环相连。

## 立交桥
二环上全部立交桥：（顺时针方向）
小街桥---东直门北桥---东直门桥---东四十条桥---朝阳门桥---建国门桥---东便门桥 ---广渠门桥---光明桥---左安门桥---玉蜓桥---景泰桥---永定门桥---陶然桥 ---开阳桥---右安门桥---菜户营桥---白纸坊桥---广安门桥---天宁寺桥---复兴门桥---月坛南桥---月坛北桥---阜成门桥---官园桥---西直门桥---积水潭桥 ---德胜门桥---鼓楼桥---钟楼北桥---安定门桥---雍和宫桥

## 历史
二环路最初于六十年代开始建设。首批建成的道路有前三门大街（旧二环路的南段）和北二环路，构成初步的“环行路”。二环路上最初建设的桥梁包括西直门桥、复兴门桥等立交桥，东二环路随后修好。
1990年前后，北京实施了“两厢”工程，改造了西、南、东护城河的同时，将东二环路、西二环路分别由东便门、西便门向南延伸。接着，挥师“南厢”，进行新南二环路的建设。
东厢、西厢、新南二环路建成后。北京市对北二环以及西二环的原有路段进行改造，与十年前修的东二环相接，使之成为一条完整的二环路。
而后，又将二环路改造成中国大陆第一条无红绿灯的城市快速路，成为北京交通发展史上的一个里程碑。

## 公共交通
北京公交200路為服務二環路之雙環線：由永定門汽车站發車，沿整圈二環路行走一圈後返回永定門汽车站；其夜间版本为夜20路（内、外环均由北官厅發車，沿整圈二環路行走一圈後返回北官厅）。
北京公交44路為服務二環路之雙環線：外环由广安胡同北口发车，沿前三门大街~东、北、西二环路~前三门大街行走一圈后返回广安胡同北口；内环由北官厅发车，沿东二环路~前三门大街~北、西二环路行走一圈后返回北官厅。
分段途經二環路的公交車輛有、48路、63路、7路、939路、943路、特12路等30多條線路
北京地鐵2號線除南段改走前三门大街至崇文门~北京站东西街外，其余大部分路段沿二环路行駛。